# België op het Eurovisiesongfestival 2007

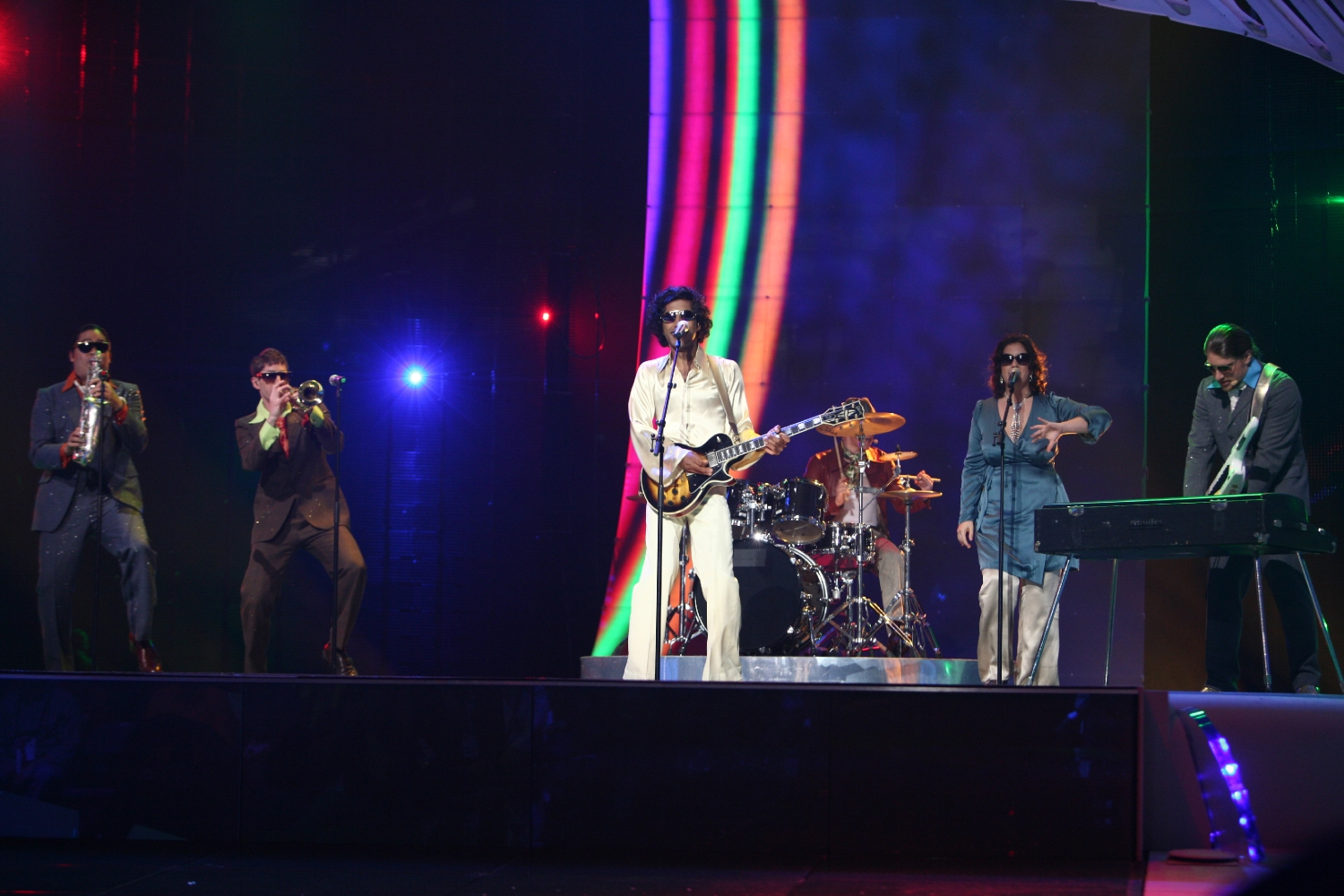
The KMG's in Helsinki.

België nam deel aan het Eurovisiesongfestival 2007 in Helsinki, Finland. Het was de 49ste deelname van het land op het Eurovisiesongfestival. The KMG's werden intern gekozen om het land te vertegenwoordigen. De RTBF was verantwoordelijk voor de Belgische bijdrage voor de editie van 2007.

## Selectieprocedure
Meteen na het Eurovisiesongfestival 2006 kondigde de RTBF aan te zullen deelnemen aan de volgende editie van het festival. De omroep nodigde platenmaatschappijen uit om artiesten voor te stellen voor deelname. Op 20 februari 2007 maakte de Belgische openbare omroep bekend The KMG's naar Helsinki te zullen sturen.

## In Helsinki
België trad aan in de halve finale, op 10 mei 2007. The KMG's waren de 24ste van 28 deelnemers, en trad op na Estland en voor Slovenië. Bij het openen van de enveloppen met de landen die gekwalificeerd waren voor de finale, bleek dat België niet gekwalificeerd was. Het was voor derde keer op rij dat België zich via de halve finale niet kon plaatsen voor de grote finale van het Eurovisiesongfestival. Na afloop van het festival raakte bekend dat België 26ste en op twee na laatste was geworden in zijn halve finale.

### Gekregen punten

#### Halve finale
| 12 punten | 10 punten | 8 punten | 7 punten    | 6 punten |
| --------- | --------- | -------- | ----------- | -------- |
| - Georgië |           |          |             |          |
| 5 punten  | 4 punten  | 3 punten | 2 punten    | 1 punt   |
|           |           |          | - Nederland |          |

### Punten gegeven door België

#### Halve finale
Punten gegeven in de halve finale:
| 12 punten | Turkije   |
| 10 punten | Nederland |
| 8 punten  | Letland   |
| 7 punten  | Hongarije |
| 6 punten  | Slovenië  |
| 5 punten  | Cyprus    |
| 4 punten  | Servië    |
| 3 punten  | Portugal  |
| 2 punten  | Bulgarije |
| 1 punt    | Georgië   |

#### Finale
Punten gegeven in de finale:
| 12 punten | Turkije     |
| 10 punten | Armenië     |
| 8 punten  | Griekenland |
| 7 punten  | Servië      |
| 6 punten  | Georgië     |
| 5 punten  | Hongarije   |
| 4 punten  | Bulgarije   |
| 3 punten  | Spanje      |
| 2 punten  | Slovenië    |
| 1 punt    | Oekraïne    |